# Sport Laulara e Benfica
Maillots
Sport Laulara e Benfica est un club timorais de football basé à Laulara, dans la municipalité d'Aileu. 

## Histoire
Le club est fondé à Laulara, dans la municipalité d'Aileu. Il participe au championnat de première division, la Primeira Divisaun, dès l'édition inaugurale, lors de la saison 2015-2016, qu'il remporte et devient donc le premier club sacré de l'histoire de la compétition.
C'est à l'heure actuelle son seul titre national, puisque le club a échoué à quatre reprises en finale des Coupes : deux fois en Taça 12 de Novembro en 2019 et 2020 et deux fois en Supertaça en 2016 et 2019.
En dépit de ce titre de champion, Benfica n'a jusqu'à présent jamais pris part à une compétition continentale, en l'occurrence la Coupe de l'AFC, car l'année suivant son titre, la fédération du Timor oriental n'avait pas suivi la réglementation instaurée par la AFC au sujet des licences permettant l'inscription aux compétitions continentales.

## Palmarès
- Championnat du Timor oriental :
  - Vainqueur en 2016